# Манавала Мамуни
Манавала Мамуни (англ. Manavala Mamunigal, Manavala Mamuni; 1370—1443) — крупнейший учитель шри-вайшнавизма, которым по традиции завершилась эпоха великих ачарьев, начавшаяся с Натхамуни.
Манавала Мамуни восстановил духовное наследие ранних учителей вашнавизма. В религиозной традиции его называют «Вараварамуни» (Varavara Muni) — святым, обладающим поразительной точностью, глубиной и ясностью изложения учения. В течение XV века его восемь учеников распространили учение Рамануджи по Тамилнаду. В большинстве храмов Вишну в Южной Индии ежедневно произносиятся молитвы о новом устроении, процветании учения Рамануджы и чтобы Шри Манавала Махамуни жил ещё сто лет. Молитва связана с неоценимым вкладом Манавала Мамуни в восстановление знаменитого храмового комплекса в Шрирангаме.

## Биография

### Молодость
Мальчик родился 24 октября 1370 года в тамильской деревне Сиккил Кидарам (Sikkil Kidaaram) возле города Алвартерунагари (Alwarthirunagari, Тамилнад) в вайшнавской семье брахмана Тигалаккиданта Тирунавирудайя Пирана (Tigazhaakkidanthan Tirunaveerudaiya Piran Tadar Annar) и его супруги Шриранга Начияр (Sriranga Nacchiyar). От рождения родители дали ему имя в честь божества Ранганатхи, Алагия Манавала Перумал Наянар (Azhagiya Manavala Perumal Nayanar).
Отец Алагия Манавал получил посвящение у своего тестя, Калликавалы Даса (Kollikavala Dasar), одного из младших учеников Пиллая Локачарьи. Считается, что он был потомком одного из семидесяти четырёх наследников традиции, выбранных Рамануджей. Молодость Алагия Манавала прошла в доме родителей, где ему преподавалась вайшнавская философия.
В возрасте шестнадцати лет родители женили Алагия Манавала. После смерти отца он вместе с семьёй перебрался в Алвартерунагари, недалеко от Тирунелвели. В городке располагался храмовый комплекс Алвартерунагари (Alwarthirunagari Temple), названый в честь Наммальвара, где великий святой родился и жил.
В Алвартерунагари в те годы проживал известный богослов Тируваймоли Пиллай (Thiruvaimozhi Pillai). Алагия Манавала пошёл к нему в ученики и изучал санскритские и тамильские священные писания. По окончании обучения Тируваймоли Пиллай выбрал его главой недавно построенного в Тирунагари храма в честь Рамануджи. На новом месте Алагия Манавала сочинил своё первое литературное произведение, поэму на санскрите «Ятираджа Вимшати». Её сочинение принесло Алагии Манавалу почётное имя «Ятиндра Правана» (Yatheendra Pravana).
Учитель советовал Алагия Манавалу перебраться в Шрирангам, чтобы служить Ранганатхе. После кончины Тируваймоли Пиллая он активно изучал и проповедовал, известность о нём распространялась. У него стали появляться собственные ученики, среди которых одним из первых и выдающихся стал Алагия Варада (Azhagiya Varadar). Впоследствии он прославился под именем Рамануджа Джияр (Ramanuja Jeeyar) или Поннадикал Джияр (Ponnadikkal Jeeyar). Известен он тем, что основал первый монастырь школы вадагалаи. С группой последователей Алагия Манавал отправился в Шрирангам. По пути они посетили Шривиллипутур (Srivilliputhur), место рождения Андаль.

### Восстановление Шрирангама

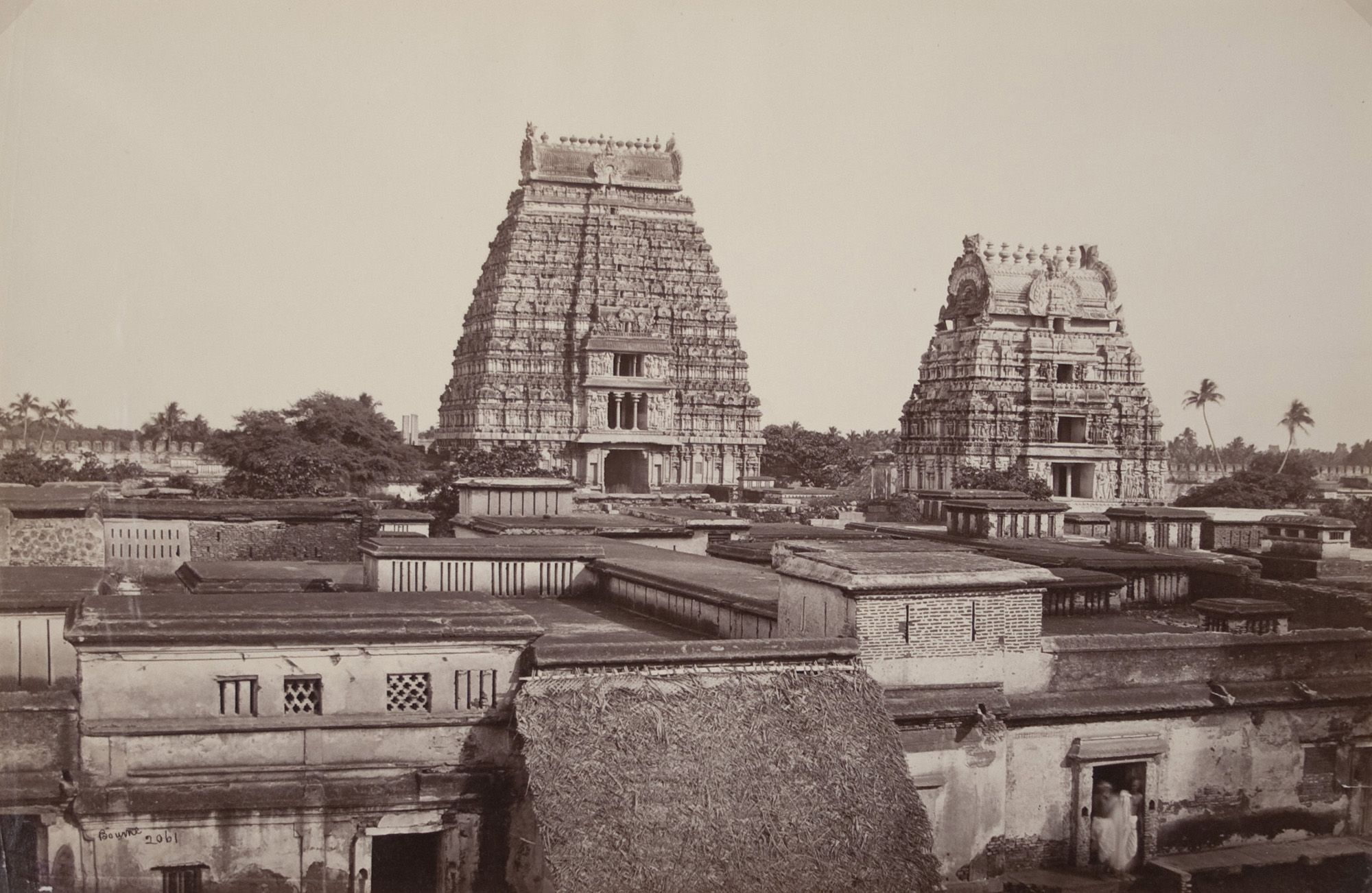
Гопурамы храма Шри Ранганатхи Свами в Шрирангаме, который восстановил Манавала Мамуни, фотография 1869 года

Шрирангам во времена молодости Алагия Манавала пребывал в упадке. Мусульманское нашествие, произошедшее ещё во времена Ведантадешики, сопровождалось разгромом и разорением священного города. В 1360 году Виджаянагарская империя уничтожила Мадурайский султанат и присоединила Шрирангам к своей территории. Храм Ранганатхи был разрушен и полноценные религиозные служения в нём не проводились. Продуманная и стройная система управления, некогда введённая Рамануджей, за прошедшие три десятилетия полностью развалилась  :

Там, где раньше святыни окружали музыкальные ритмы, теперь слышался страшный вой шакалов. Вместо ароматного дыма священных огней в поселениях брахманов стала вонь от сырого мяса, распространяющегося среди криков пьяных мусульманских солдат…
— Sampathkumaran M.R.
Задача восстановления прежней славы и великолепия Шрирангама была неординарной. В течение тридцати лет Алагия Манавала трудился над воссозданием архитектурного, интеллектуального, культурного и духовного наследия святыни. Император Виджаянагарской империи Буккарая I пожертвовал на восстановление Шрирангама немалые средства в 17 тысяч золотых мухров (около двухсот килограммов золота), а также передал священникам 1000 шалаграм-шил. Кроме того, правитель передал храму 101 деревню для его содержания. Храм активно восстанавливался, было отремонтировано святилище Наммальвара и установлено новое мурти Гаруды в Алагия Манавала Мандапе. Благодаря своим усилиям Алагия Манавала вошёл в состав администрации храма.

### Воссоздание наследия учителей

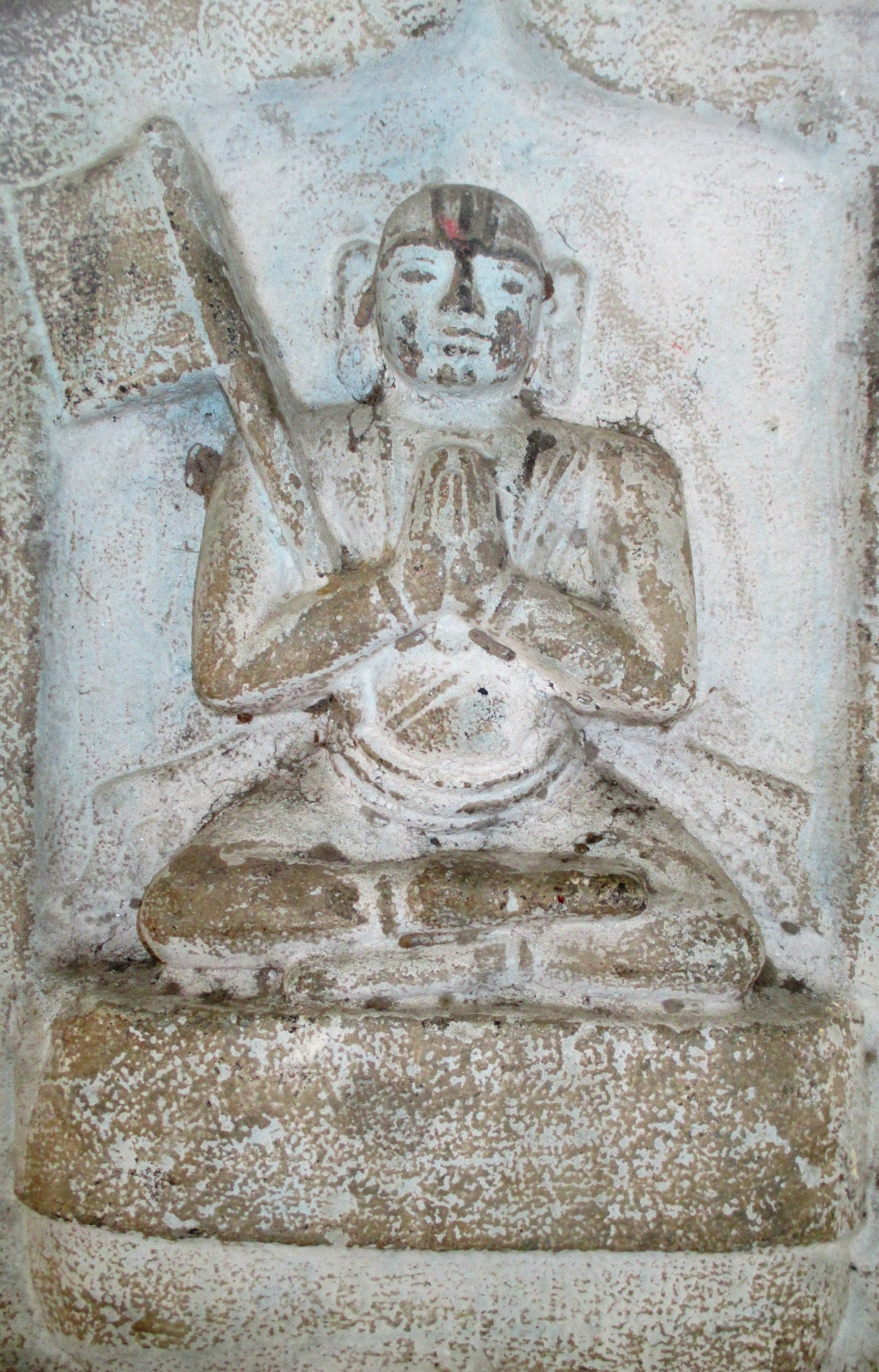
Берельеф с образом Манавала Мамуни на стене храма Павалаванам, Мелкатерпер (Канчипурам, Тамилнад)

На тридцатом году жизни Алагия Манавала принимает санньясу и посвящает себя духовной жизни. Его именем становится «Алагия Манавала Мамуни». Посвящение в ученики получают молодые богословы, такие как Коил Кантадаи Аннан, Пративади Бхаянкар Аннан, Эрумби Аппан. Манавала Мамуни активно работает над написанием практического руководства для вайшнавов. Он составил «Упадеша-ратна-малу», где изложены даты жизни святых и ачарьев для их почитания в течение года. Тогда же он подготовил рекомендации для домашнего поклонения Вишну и семейных обрядов.
Многие вайшнавские труды, излагавшие учение Рамануджи, были уничтожены в период мусульманского нашествия либо пропали без вести. Манавала Мамуни предпринял усилия по восстановлению духовного наследия. На тамильском языке им подготовлен комментарий на один из главных трудов Пиллая Локачарьи, «Таттва-траю», где излагались основные принципы Веданты. Высказывания одного из учителей традиции, Нампиллая Вайбхавана (Nampillai Vaibhavam), записывались его учеником, Вадакку Тиру Ветти Пиллаем. Этот сборник был известен как «Иду», однако записи потерялись и содержание передавалось устно от учителя к ученику. Манавала Мамуни, знавший «Иду» от своего учителя, записал его и сделал изучение «Иду» необходимым условием для наставников в шри-вайшнавизме. Манавала Мамуни нанял группу переписчиков, благодаря которым труды ранних учителей сохранялись и тиражировались.
Когда порядок в Шрирангаме был восстановлен, Манавала Мамуни отправился в долгое паломничество, посетив Канчи, Тирупати и Шриперумбудур (Тамилнад). В Канчи Манавала Мамуни сочинил поэму «Девараджа Мангалам» на санскрите во славу божества Варадараджи, пребывающего в храме Шри Варадараджа Перумал. В Шриперумбудуре Манавала Мамуни молился Раманудже, чтобы тот дал ему учителя, хорошо знающего и понимающего «Шри Бхашью», написанную Рамануджей. В Канчи он нашёл знатока вишишта-адвайты Кидамби Ачан Наяна (Kidambi Acchan) из храма Ятхоткари Перумал (Yathothkari Perumal Temple), который изложил ему работу Рамануджи.
По возвращении в Шрирангам Манавала Мамуни занимался обобщением работ предшественников. Он написал комментарии на труды своих предшественников, в частности, на работы Арулала Перумала Эмберумана «Гьяна-сара» и «Прамея-сара», а также дал краткое изложение стихов Наммальвара «Тируваймоли», «Тируваймоли Нутрандади».
Манавала Мамуни вернулся в город молодости, Алвартерунагари, где составил комментарий к «Ачарья Хридае», сочинению, написанному братом Пиллая Локачарьи. В нём он изложил основы шри-вайшнавизма, проиллюстрировав их гимнами Наммальвара.
В 1432—1434 годах состоялся знаменитый курс лекций Манавала Мамуни по «Тируваймоли», в честь которого в Шрирангаме были отменены праздничные церемонии. Манавала Мамуни на публике давал объяснения к «Иду» и другим четырём комментариям на стихи Наммальвара. Это был апогей его проповеди вайшнавизма. Последователи записывали лекции на пальмовых листьях и распространяли по Южной Индии. Манавала Мамуни у тому времени было уже 62 года.
Сборник «Тируваймоли», пер. с тамильского А. М. Пятигорского:

Высшей выси, высшей добродетелью владеет кто? — Он; Кто, затменье устраняя, мудрость [высшую] дает? — Он; Кто глава богов бессмертных, вялость устраняющих? — Он; И склоняясь перед сияньем, что страданье устраняет, о мой дух, воспрянь!— Наммальвар

### Последние годы жизни

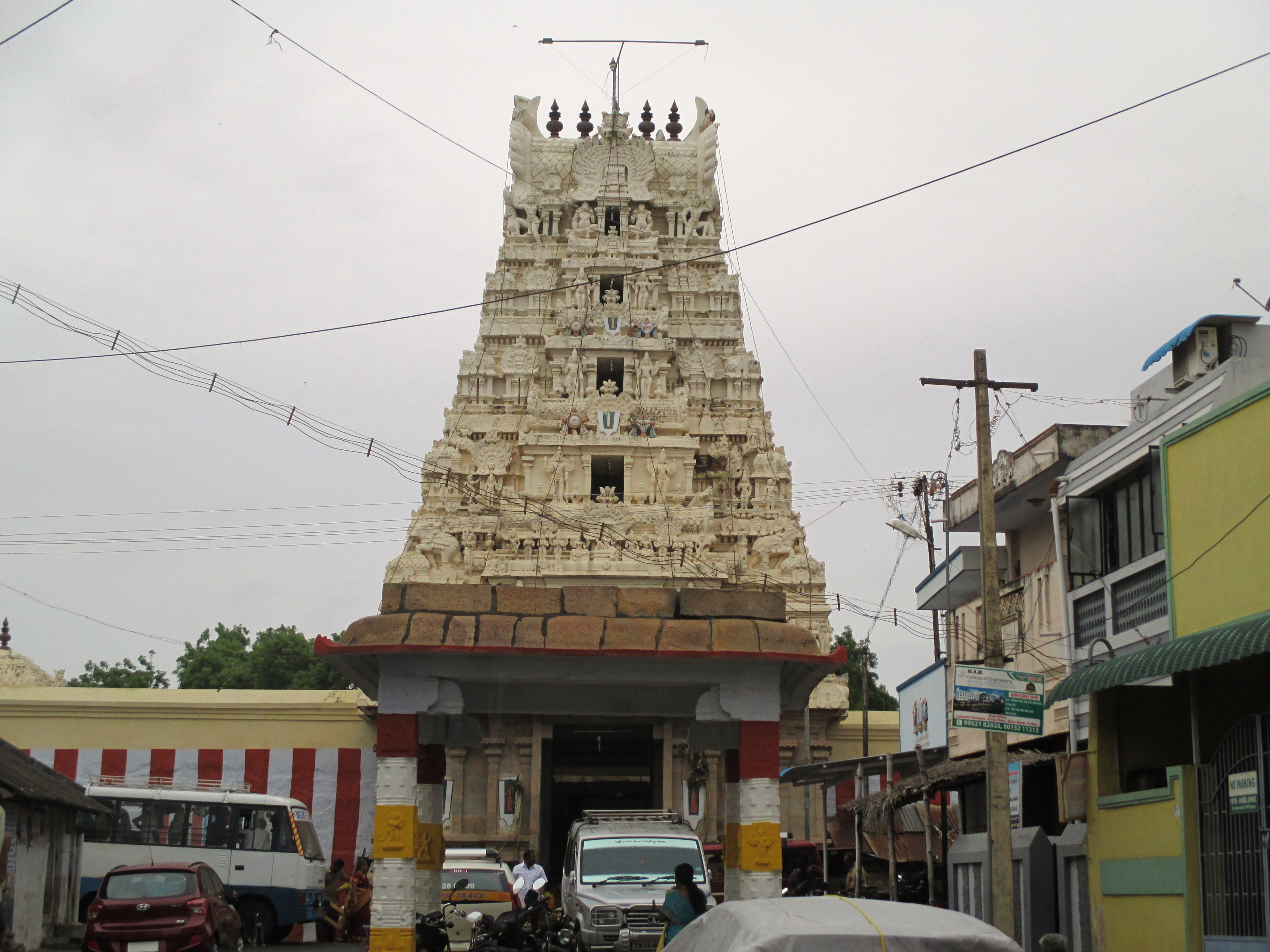
Храм Алагия Манавала Перумал, связанный с именем Манавала Мамуни

Последние годы жизни Манавала Мамуни тяжело болел и был вынужден отказаться от личного служения в храме Ранганатха. Он дописывал свой комментарий на «Ачарья Хридаю» с трудом. Предчувствуя кончину, Манавала Мамуни каждый день писал по одной строфе на тамильском языке, обращённой к Раманудже. В них он сетовал на жизнь в материальном теле и мечтал о Вайкунтхе. Собрание последних стихов получило название «Арати Прабандхам».
Арати Прабандхам, введение и последний стих:

Манавала Мамуни Тому, кто носит цветочную гирлянду, Тому, к чьим лотосным стопам припал Рамануджа и Тому, кто является воплощением великодушия, [обращается] из полного отчаяния, когда он вынужден оставаться в этом мире и желая обрести постоянное место в Высшем мире, где небеса возносят свои ежедневные молитвы Господу…

Господь Шрирангама, Намперумал, благословил отца моего Рамануджу милостью, чтобы он навсегда оставался в храме Шрирангама. Если мы будем напоминать себе о твоей милости, тогда она коснется и нас. Для [нас как для] сына естественно наследовать достояние отца [Рамануджи].— Манавала Мамуни
Манавала Мамуни скончался в 1443 или 1444 году. Его считаются «чарама-парамачарьей», последним из великих учителей шри-вайшнавизма. Могила Манавала Мамуни находится на территории Шрирангама, в километре от храма Ранганатха. Она представляет собой небольшой домик с огороженным участком. Место захоронения называется «Манавала Мамунигал Тируварасу» (Manavala Mamunigal Thiruvarasu, 10°52′01″ с. ш. 78°41′29″ в. д.).

## Теологические сочинения

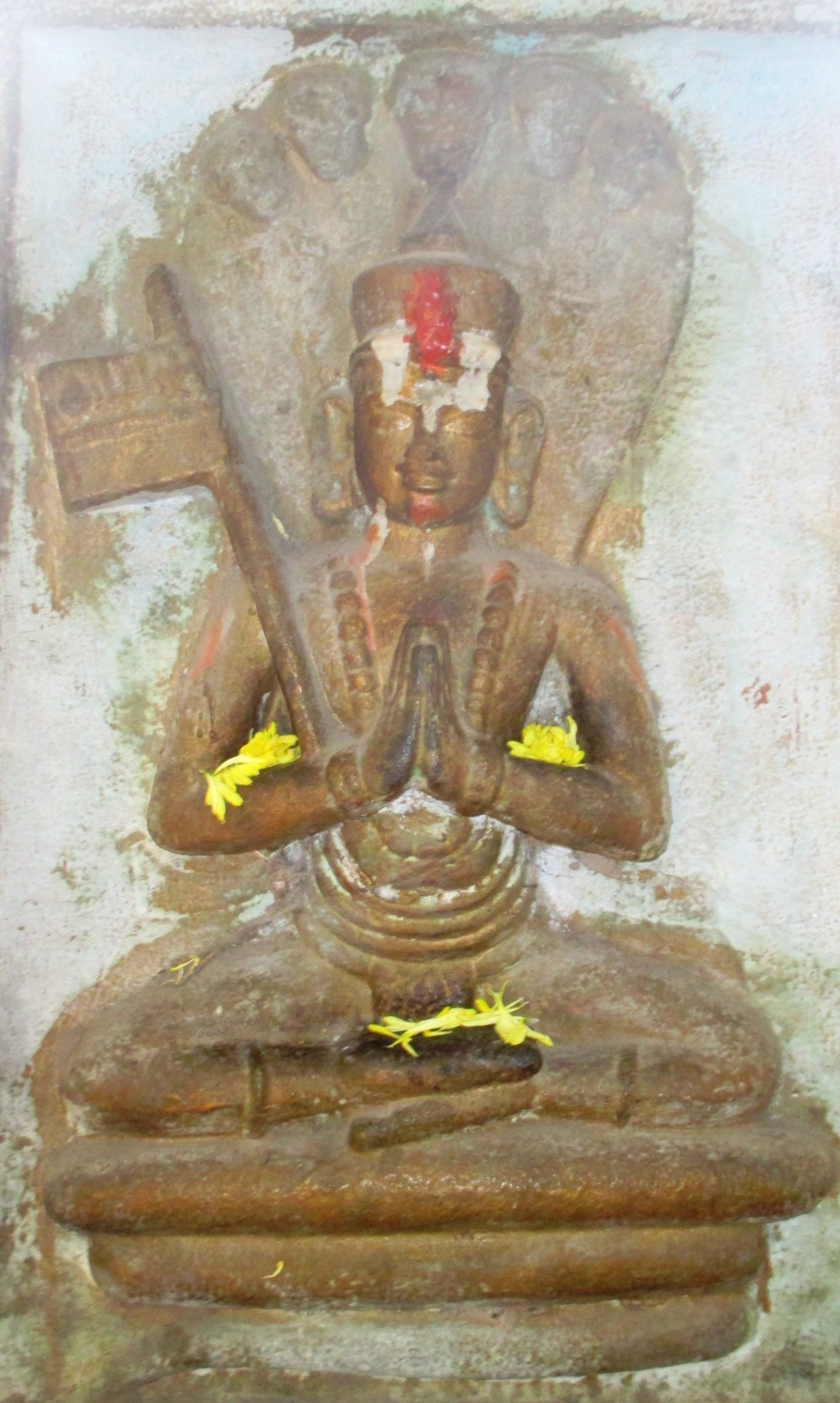
Барельеф с образом Манавала Мамуни на стене храма Павалаванам, Мелкатерпер (Канчипурам, Тамилнад)

Авторству Манавала Мамуни принадлежит девятнадцать сочинений, три из которых написаны на санскрите, остальные — на тамильском и маниправалам. Первую группу произведений составляют «вьякхьяна-грантхи», комментарии на труды предыдущих учителей: Пиллая Локачарьи, Перияваччан Пиллая и Тируварангатту Амуданара. К ним относятся:
- «Шри Вачана-бхушану» (Sri Vachana Bhushanam);
- «Мумукшупади» (Mumukshuppadi);
- «Таттва-траю» (Tathvathrayam);
- «Ачарья Хридаям» (Acharya Hrudhayam);
- «Гьяна-сару» (Gnana Saaram);
- «Прамея-сару» (Prameya Saaram);
- «Перий-альвар Тирумоли» (Periyazhwar Thirumozhi);
- «Рамануджа Нуррантади» (Ramanuja Nootranthadhi).

Вторая группа сочинений именуется «прамана-тиратту», они представляют собой лекции по теологическим работам предшественников. К ним относятся:
- «Иду» (Eedu);
- «Шри Вачана Бхушанам» (Sri Vachana Bhushanam);
- «Таттва-трая» (Tathvathrayam).

Третью группу представляют собственные сочинения Манавалы Мамуни:
- «Упадеша-ратна-мала» (Upadesa Rathna Maalai);
- «Тируваймоли-нутрантади» (Thiruvaimozhi Nootranthadhi);
- «Ийалч Чхарру» (Iyal Satthu);
- «Тируварадхана Крама» (Thiruvaradhana Kramam);
- «Ятираджа Вимшати» (Yathiraja Vimsathi, на санскрите);
- «Девараджа Мангала» (Devaraja Mangalam, на санскрите);
- «Шри Канчи Дева-перумал Стотра» (Sri Kanchi Devapperumal Sthothram, на санскрите);
- «Арати Прабандхам» (Aaarthi Prabhandham).

## Ученики

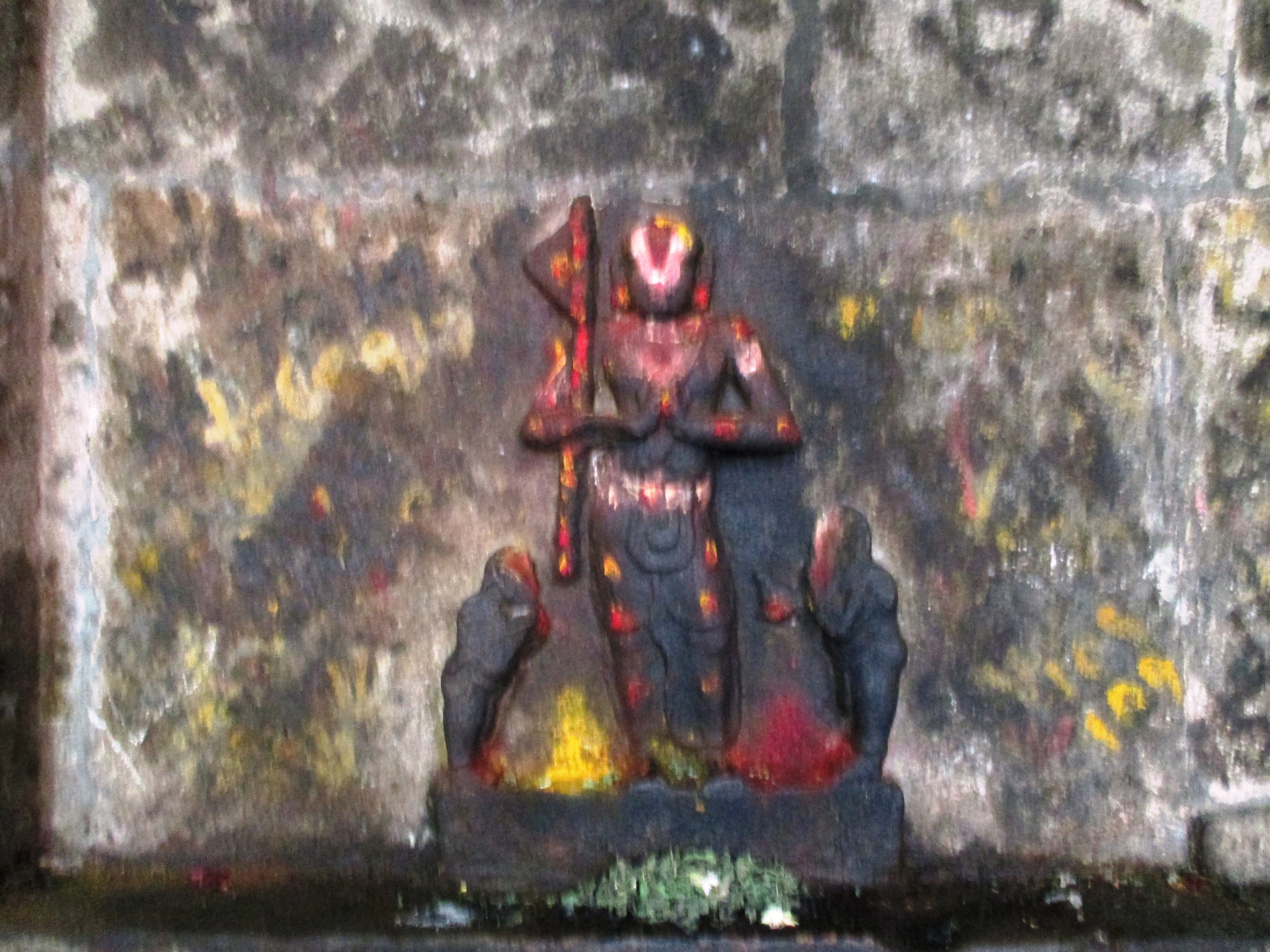
Мурти Манавала Мамуни со склоняющимися учениками

Манавала Мамуни назначил своими преемниками восемь учеников, которых называл «слонами восьми сторон света» («ашта-диг-гаджа»). К ним относятся:
- Поннадикал Джияр (Ponnadikal Jeeyar),
- Паравасту Бхатта Пиран Джияр (Paravatsu Bhatta Jeeyar),
- Тирувенката Джияр (Thiruvenkatta Jeeyar),
- Койил Кантадай Аннан (Koil Kanthaadai Annan),
- Пративади Бхаянкара Аннан (Prathivaadhi Bhayankaram Annan),
- Эрумби Аппан (Erumbi Appaa),
- Аппиллай (Appillai),
- Аппиллан (Appillan).

Они были направлены в разные части Южной Индии для распространения шри-вайшнавизма. Каждый из них основал вайшнавский монастырь. Восемь матхов продолжают действовать и в них сохранилась ученическая преемственность, начавшаяся с Манавалы Мамуни.